# Hypocepon enoeensis
Hypocepon enoeensis är en kräftdjursart som beskrevs av Hugo Frederik Nierstrasz och Brender a Brandis1930. Hypocepon enoeensis ingår i släktet Hypocepon och familjen Bopyridae. Inga underarter finns listade i Catalogue of Life.